# Alloplectus weirii
Alloplectus weirii là một loài thực vật có hoa trong họ Tai voi. Loài này được (Kuntze) Wiehler mô tả khoa học đầu tiên năm 1973.